# Poroclinus rothrocki
Poroclinus rothrocki är en fiskart som beskrevs av Bean, 1890. Poroclinus rothrocki ingår i släktet Poroclinus och familjen taggryggade fiskar. Inga underarter finns listade i Catalogue of Life.